# عیسی مرادی
عيسی مرادی (زاده ۲۰ جولای ۱۹۹۷) بازیکن فوتبال اهل ایران است که در پست مهاجم بازی می‌کند.

## سابقه باشگاهی
عیسی مرادی سابقه حضور در تیم‌های پاراگ تهران ،نفت ایرانیان، شهدای رزکان البرز ، خوشه طلایی ، سپاهان ، شمس آذر قزوین و آلومینیوم را خود دارد.

## دوران باشگاهی
مرادی سابقه آقای گلی با به ثمر رساندن ۱۷ گل در رقابت‌های لیگ سه با پیراهن تیم نفت ایرانیان در فصل ۱۳۹۹–۰۰ را نیز دارد.
این مهاجم فصل ۱۴۰۰–۰۱ در تیم دسته دومی شهدای رزکان البرز عضویت داشت و ۴ گل هم زد و پس از آن به بنیامین تهران پیوست و در پلی‌آف بازی کرد، سپس در نقل و انتقالات پیش‌فصل سال‌جاری راهی خوشه طلایی ساوه شده بود که پس از یک بازی دوستانه بین خوشه طلایی و سپاهان این بازیکن مورد توجه ژوزه مورایس قرار گرفت و پس از توافق انجام شده بین دو باشگاه خوشه طلایی و سپاهان در نهایت این انتقال نهایی شد. 
مرادی اولین بازی خود برای سپاهان را در ۱۹ شهریور ۱۴۰۱ در هفته ششم لیگ برتر مقابل آلومینیوم اراک انجام داد. مرادی از دقیقه ۵۶ به جای فرشاد احمدزاده وارد زمین شد و بازی در نهایت با نتیجه ۰–۰ به پایان رسید. این اولین حضور مرادی در سطح اول فوتبال ایران بود. 
مرادی اولین حضور خود ثابت خود را در هفته هفتم لیگ در تاریخ ۱۰ مهر ۱۴۰۱ در برد ۲ بر ۱ مقابل هوادار تجربه کرد و در تاریخ ۲۸ مهر ۱۴۰۱ موفق شد ۲ گل مقابل تراکتور به ثمر برساند و نقش مهمی در برد ۴ بر ۲ سپاهان در هفته دهم مسابقات لیگ داشته باشد.
عیسی مرادی در تاریخ ۹ مرداد ۱۴۰۲ با امضای قرارادی قرضی از سپاهان راهی تیم فوتبال شمس آذر شد. مرادی اولین گل خود را در این تیم مقابل مس رفسنجان به ثمر رساند.

## افتخارات

### فردی
- آقای گل لیگ دسته سوم فوتبال ایران: ۱۳۹۹–۰۰[۱۰]

### تیمی

#### سپاهان
- نایب قهرمانی لیگ برتر خلیج فارس: ۱۴۰۱–۰۲